# Jordbävningen i Qayen 1997
Den 10 maj 1997 drabbades östra Iran av den kraftigaste jordbävningen man haft i området sedan 1990. Den mätte 7,2 på momentmagnitudskalan, och hade sitt epicentrum omkring 53 mil söder om Mashhad, vid byn Ardakul i Zirkuh, som vid den tiden var ett distrikt inom delprovinsen Qaenat, även kallad Qaen eller Qayen.
I jordbävningen omkom 1 728 människor, 5 059 skadades och omkring 60 000 blev hemlösa.